# Кенкју
Кенкју (建久) је јапанска ера (ненко) која је настала после Бунџи и пре Шоџи ере. Временски је трајала од априла 1190. до априла 1199. године и припадала је Камакура периоду. Владајући монарх био је цар Го-Тоба.

## Важнији догађаји Кенкју ере
- 1192. (Кенкју 3, тринаести дан трећег месеца): Бивши цар Го-Ширакава умире у 66 години.[4][5]
- 1192. (Кенкју 3, дванаести дан седмог месеца): Минамото Јоритомо (први шогун) именован је главним генералом у борби против варвара.[6]
- 1195. (Кенкју 6, четврти дан трећег месеца): Шогун Јоритомо посећује престоницу.[6]
- 1198. (Кенкју 9, једанаести дан првог месеца): У петнаестој години Го-Тобине владавине, цар абдицира у корист свог најстаријег сина.[7][8]
- 1198. (Кенкју 9, трећи месец): Цар Цучимикадо наслеђује трон.[9][10]
- 1199. (Кенкју 10, тринаести дан првог месеца): Шогун Јоритомо умире у 53 години.[6]